# 大山いづみ
大山 いづみ（おおやま いづみ、1957年5月1日 - ）は、日本の元女優。本名同じ。
北海道札幌市出身。東京都立代々木高等学校卒業。高瀬プロダクションに所属していた。

## 人物
小学校5年の時、父親の転勤で東京に移る。
高校在学中に芸能活動を始め、『われら青春!』（日本テレビ）、『少年探偵団』（日本テレビ）などに出演。 1976年の日本テレビ『愛のサスペンス劇場・帽子いっぱいの涙』で、メインキャストの悠子役でレギュラー出演し、知名度を得る。以後も、東京12チャンネル『スパイダーマン』にレギュラー出演するなど、1980年代前半まで数多くのテレビドラマに出演した。
特技は、水泳、バスケットボール、スキー、スケートなど、スポーツ全般。

## 出演

### テレビドラマ
- われら青春!（1974年、NTV） - 岸本明美
- 傷だらけの天使 第11話「シンデレラの死に母の歌を」（1974年、NTV）
- 少年探偵団 第5話「墓場からの使者 1」、第6話「墓場からの使者 2」（1975年、NTV） - 武藤アキ子
- アクマイザー3 第18話「なぜだ?! 狙われたイビル」（1976年、NET）- 島根加奈
- 大非常線 第9話「非常線強行突破」（1976年、NET） - 大杉さゆり
- 愛のサスペンス劇場 / 帽子いっぱいの涙（1976年、NTV） - 悠子
- 江戸特捜指令 第9話「突如消滅! 30人の大行列」（1976年、MBS） - お蓮の方
- 銀河テレビ小説 / 早春の光（1977年、NHK）
- 気まぐれ天使 第35話「夕空はれて」（1977年、NTV） - 耀子
- 快傑ズバット 第16話「殺しのぬれぎぬ 哀しみの健」、第17話「嘆きの妹 ふたりの健」（1977年、12CH） - 大月しほり
- 破れ奉行 第19話「怨花 夜霧のお竜」（1977年、ANB）
- 森村誠一シリーズ 人間の証明 第6話（1978年、MBS）
- スパイダーマン（1978年 - 1979年、12CH） - 山城新子
- 西遊記 第14話「地震妖怪! なまず魔王の謎」（1979年、NTV） - 霹湖精
- 細腕一代記（1979年、YTV）
- バトルフィーバーJ 第8話「鉄腕エースの謎」（1979年、ANB） - 松井ゆみ
- ザ・スーパーガール（12CH）
  - 第8話「女を襲う黒い影を追え」（1979年）
  - 第35話「浮気調査・女の密室午前0時」（1980年）
- おやこ刑事 第14話「対決・白昼の通り魔を追え」（1979年、12CH）
- メガロマン 第26話「蜘蛛怪獣ズバイダーの脅威!」（1979年、CX） - ユキ
- Gメン'75 第238話「ジングルベルに呼ばれた幽霊」（1979年、TBS） - 山室節子
- 花よめは16歳 第7話「大事件! 花むこがお見合い」（1980年、ANB）
- 特捜最前線（ANB）
  - 第145話「凶器が歩く街!」（1980年）
  - 第159話「ポルノ雑誌殺人事件!」（1980年） - 高木知子
- 新五捕物帳（NTV）
  - 第96話「おりん供養」（1980年） - おけい
  - 第107話「扇絵残照」（1980年） - お光
- あさひが丘の大統領 第23話「私たち結婚します!」（1980年、NTV）
- 電子戦隊デンジマン 第25話「虎の穴は逃走迷路」（1980年、ANB） - 礼子
- ミラクルガール 第9話「女王の乳房を狙え」（1980年、12ch / 東映）

### その他のテレビ番組
- ザ・チャンス!（1979年、TBS） - アシスタント

### 映画
- スパイダーマン（1978年、東映） - 山城新子